# حادثة كيوجو
حادثة كيوجو هي محاولة انقلاب عسكري في إمبراطورية اليابان حدثت نهاية الحرب العالمية الثانية. وقعت الحادثة في ليلة 14 - 15 أغسطس 1945، قبيل إعلان استسلام اليابان للحلفاء. سعى مكتب الأركان بوزارة الحرب اليابانية والعديد من الحرس الإمبراطوري إلى القيام بالانقلاب لوقف التحرك للاستسلام.
قتل الضباط الفريق تاكيشي موري من فرقة الحرس الامبراطوري الأولى وحاولوا تزوير أمر لاحتلال قصر طوكيو الإمبراطوري (كيوجو). حاولوا أيضًا وضع الإمبراطور قيد الإقامة الجبرية، بالاستعانة بمشاة الحرس الإمبراطوري التابع للواء الثاني. فشلوا في إقناع جيش المقاطعة الشرقية والقيادة العليا للجيش الإمبراطوري الياباني بالمضي قدمًا في هذا العملية. أدوا طقوسًا انتحارية بسبب فشلهم في إقناع بقية الجيش بالإطاحة بالبيت الإمبراطوري الياباني. نتيجة لذلك، استمر بيان تصريح نية استسلام اليابان كما كان مخططًا له.

## خلفية

### قرار قبول إعلان بوتسدام
في 26 يوليو (بتوقيت برلين)، أصدر مؤتمر بوتسدام إعلان بشأن شروط استسلام اليابان. عندما بُثّ إعلان بوتسدام في اليابان على الموجات القصيرة، أحضر وزير الخارجية شيغينوري توغو نسخة منه إلى إمبراطور اليابان هيروهيتو. بعد مراجعة الإعلان نقطة بنقطة، سأل الإمبراطور توغو عما إذا كانت تلك الشروط «هي الأكثر منطقية في ظل الظروف السائدة». أجابه توغو بأنها منطقية. قال الإمبراطور «أنا أقبل بالشروط. من ناحية المبدأ الذي تكون مقبولة فيه.» لكن في أواخر يوليو، لم يكن الوزراء الآخرون على استعداد لقبول الإعلان.
في 9 أغسطس 1945، قررت الحكومة اليابانية قبول إعلان بوتسدام، استجابة لتفجيرات هيروشيما وناغازاكي الذرية، وإعلان الاتحاد السوفيتي الحرب والخسارة الفعلية لمنطقتي المحيط الهادئ والبر الرئيسي الآسيوي. في نفس اليوم، افتُتح المجلس الأعلى لإدارة الحرب أمام المحكمة الإمبراطورية اليابانية. في المجلس، اقترح رئيس الوزراء كانتارو سوزوكي ووزير البحرية ميتسوماسا يوناي ووزير الخارجية شيغينوري توغو على هيروهيتو أن يقبل اليابانيون إعلان بوتسدام وأن يستسلموا دون قيد أو شرط.
بعد إغلاق ملجأ موريسون، حشد سوزوكي المجلس الأعلى لإدارة الحرب مجددًا، ولكن كمؤتمر إمبراطوري هذه المرة، والذي حضره الإمبراطور هيروهيتو. عُقِد المؤتمر بحلول منتصف ليلة العاشر من أغسطس في ملجأ ضد القنابل تحت الأرض. وافق هيروهيتو على رأي توغو، ما أسفر عن قبول إعلان بوتسدام. عقب ذلك، أبلغ المبعوث الياباني إلى سويسرا والسويد الحلفاء بالقرار.

### اضطراب في الجيش
كانت وزارة الحرب على علم بقرار المؤتمر وتسبب ذلك بردة فعل عنيفة بين العديد من الضباط الذين اعتزموا مواصلة المقاومة. في الساعة التاسعة، وفي الجلسة التي عقدت في وزارة الحرب، اشتكى ضباط مكتب الأركان إلى الوزير كوريشيكا أنامي، ولم يلقِ الكثير منهم بالًا لتوضيحات أنامي. بعد منتصف ليلة 12 أغسطس، بثت محطة إذاعة سان فرانسيسكو الرد من الحلفاء، وكان هناك اقتراح بأن الحلفاء قرروا، ضد طلب حماية الهيئة الوطنية من الحكومة اليابانية الامبراطورية، أن تخضع سلطة سيادة الحكومة اليابانية والإمبراطور لرئاسة الحلفاء، وهو نظام احتلال عسكري طُبّق أيضًا في ألمانيا المحتلة. وصفت وزارة الخارجية هذا الحكم بأنه تقييد للسيادة، بينما وصفه الجيش الياباني بالاستعباد. اعتبارًا من الساعة الثالثة، وافق الحضور في مجلس العائلات الإمبراطورية أساسًا على استسلام اليابان، بيد أن مجلس الوزراء الذي كان من المفترض أن يُعقد في الوقت نفسه لم يوافق على ذلك. تشابك المجلس الأعلى لإدارة الحرب مع مشكلة حماية الهيئة الوطنية. وبعد هذه الإجراءات، قرر بعض ضباط الجيش أن الأمر يتطلب انقلابًا لحماية الهيئة الوطنية. في هذا الوقت، كانت المجموعة الأساسية من هؤلاء الضباط قد جهزت بالفعل بعض القوات في طوكيو («خطة استخدام القوة العسكرية»).

## انظر ايضا
- بث استسلام هيروهيتو

- Matsue incident – هاجم حوالي أربعين منشقًا منشآت في مدينة ماتسو، محافظة شيمانه في 24 أغسطس 1945
- أفلام تصور حادثة كيوجو:
  - أطول يوم في اليابان
  - The Emperor in August
  - Emperor (film)
- Gekokujō,